# Município de Franklin (condado de Jackson, Ohio)
Localização do Ohio nos E.U.A.
O município de Franklin (em inglês: Franklin Township) é um município localizado no condado de Jackson no estado estadounidense de Ohio. No ano de 2010 tinha uma população de 2129 habitantes e uma densidade populacional de 22,35 pessoas por km².

## Geografia
O município de Franklin encontra-se localizado nas coordenadas 38° 58′ 59″ N, 82° 37′ 26″ O. Segundo a Departamento do Censo dos Estados Unidos, o município tem uma superfície total de 95.26 km², da qual 95.13 km² correspondem a terra firme e (0.13%) 0.13 km² é água.

## Demografia
Segundo o censo de 2010, tinha 2129 pessoas residindo no município de Franklin. A densidade populacional era de 22,35 hab./km².